# Vlag van Eibergen

Vlag van de gemeente Eibergen
(1973-2005)

De vlag van Eibergen wordt omschreven als: "Blauw, met een van 3 treden getrapte broekingdriehoek, met een over het midden van de vlucht, ter hoogte van 1/5 van de vlaghoogte 5 smalle banen afwisselend van geel blauw." De drie gele banen vertegenwoordigen de drie kerkdorpen Eibergen, Beltrum en Rekken. De twee blauwe banen verwijzen naar de beide rivieren in de voormalige gemeente Eibergen: de Berkel en de Slinge. De vlag werd per raadsbesluit ingesteld op 25 september 1973. De kleuren zijn ontleend aan het gemeentewapen.
Op 1 januari 2005 ging Eibergen op in de gemeente Berkelland, waarmee de vlag als gemeentevlag kwam te vervallen.

## Geschiedenis
De gemeente Eibergen ontving in 1961 van Kl. Sierksma in verband met diens werk aan een Nederlands vlaggenboek het verzoek of de gemeente een eigen vlag voerde. Dit bleek niet het geval, maar de toenmalige burgemeester had wel interesse in de instelling van een gemeentevlag, en vroeg Sierksma om advies. Die verzocht om informatie over de gemeente naar hem te sturen zodat hij een ontwerp kon maken. Op 10 januari 1962 stuurde de gemeente de gevraagde informatie. Twee dagen later kwam een reactie: Sierksma wilde wel een ontwerp maken, maar zonder de eieren uit het gemeentewapen, omdat hij een aantrekkelijker symboliek wilde gebruiken. Vervolgens vermeldt het gemeentearchief pas iets over een gemeentevlag in januari 1967. De gemeente besluit de Hoge Raad van Adel om advies te vragen. Deze stuurt op 7 februari 1967 een brief met daarin een voorstel voor een blauwe vlag met daarop drie gele eieren, geplaatst als in het gemeentewapen. Er gebeurt verder niets dat in gemeentelijke stukken is vastgelegd. Wanneer op 15 februari 1968 een brief van de Stichting voor Banistiek en Heraldiek met vragen over het gebruik van een vlag en wapen wordt ontvangen, zit daar een briefje van de voorzitter van de stichting bij. Dit blijkt de heer Sierksma te zijn die vraagt waarom hij nooit een reactie heeft mogen ontvangen op zijn ontwerp. Daarop reageert de gemeente en op 23 april 1968 wordt het ontwerp van wat de uiteindelijke vlag zou worden ontvangen, om in mei in de raadsvergadering te worden besproken. Het college ziet liever een vlag met eieren en wijst het ontwerp af. Op 10 mei 1969 informeert Sierksma naar de stand van zaken. Op 7 april 1970 doet hij dat nogmaals, omdat hij nog niets heeft vernomen. Op 14 augustus 1970 wordt de vlag voor het eerst in een openbare raadsvergadering besproken. Er gebeurt niets. Op 9 oktober 1971 informeert Sierksma opnieuw naar de stand van zaken. Op 31 juli 1972 wederom, maar ditmaal richt hij de brief rechtstreeks aan de burgemeester. De pas in dat jaar aangetreden burgemeester Capetti laat het ontwerp bespreken na de raadsvergadering van 31 oktober 1972. De raad reageert afwijzend. Op 5 februari 1973 schrijft Sierksma opnieuw een brief, ditmaal vergezeld van vier alternatieve ontwerpen, allemaal met eieren. Sierksma geeft uitleg wanneer de ontwerpen door de fractievoorzitters worden besproken. Op 25 september 1973 wordt over de gemeentevlag vergaderd. Het ontwerp uit 1968 wordt aangenomen.